# Коронди, Маргит
Маргит Коронди (венг. Korondi Margit; р.24 июля 1932) — венгерская гимнастка, олимпийская чемпионка.

## Венгрия
Маргит Коронди родилась в 1932 году в Целе. В 1952 году на Олимпийских играх в Хельсинки она завоевала шесть олимпийских медалей. В 1956 году на Олимпийских играх в Мельбурне она стала обладательницей ещё двух олимпийских медалей. Из-за ввода советских войск в Венгрию решила не возвращаться на родину и уехала в США. Сначала вышла замуж за боксёра Матьяша Плаци, но их брак был недолгим. Во второй раз вышла замуж за бывшего ватерполиста Яноша Салаи.